# Корнелий Сула Феликс
Корнелий Сула Феликс (на латински: Cornelius Sulla Felix; † 21 г.) е римски политик и сенатор, потомец на прочутия републикански политик Сула.
Той е свещеник (Арвалски брат, Frater arvalis). Баща е на Луций Корнелий Сула Феликс (консул 33 г.) и вероятно баща или дядо на Фауст Корнелий Сула Феликс (консул 52 г.).
Умира през 21 г.